# Samsung Galaxy J7+
Samsung Galaxy J7+ es un teléfono inteligente Android de gama media producido por Samsung Electronics en 2017. También es conocido como Samsung Galaxy C7 (2017) y Samsung Galaxy C8. Fue presentado el 2 de septiembre de 2017.

## Especificaciones

### Diseño[6]
Samsung Galaxy J7+ tiene una pantalla de 5,5 pulgadas y un diseño de una sola pieza de metal. Hay un botón de inicio con un escáner de huellas dactilares incorporado y dos botones capacitivos (aplicaciones recientes y botones de menú) en el bisel inferior de la pantalla, mientras que hay un logotipo de "Samsung", una cámara frontal, un flash LED y sensores en el bisel superior de la pantalla.
En el panel posterior, hay una configuración de cámara dual junto con el logotipo de "Samsung" y las líneas de antena. En el marco lateral; hay un conector para auriculares, un puerto microUSB y un micrófono en la parte inferior, hay un control de volumen y una bandeja para tarjetas microSIM/microSD a la izquierda, y hay un botón de encendido y un altavoz a la derecha.
Galaxy J7+ mide 152,4 x 74,7 x 7,9 mm y pesa 180 gramos. Está disponible en negro y dorado.

### Hardware
Samsung Galaxy J7+ tiene una configuración de cámara trasera dual con una cámara de 13 MP con apertura f/1.7 y un sensor de profundidad de 5 MP con apertura f/1.9. El dispositivo tiene una cámara frontal de 16 MP con apertura f/1.9. Tanto la configuración de la cámara trasera dual como la cámara frontal son asistidas por flash LED. El sensor de profundidad habilita la función Live Focus.
Galaxy J7+ tiene una pantalla Super AMOLED de 5,5 pulgadas con una resolución de 1080x1920 píxeles. Tiene 4 GB de RAM y 32 GB de almacenamiento interno que se puede expandir hasta 256 GB mediante una tarjeta microSD. Tiene una batería no extraíble de 3000 mAh.

### Software
Samsung Galaxy J7+ viene con Android 7.1 Nougat El software también tiene Always-on-Display y Bixby Home.